# Ralf Eggert
Pour les articles homonymes, voir Eggert.
Ralf Eggert né le 25 décembre 1971 à Hambourg est un triathlète et duathlète professionnel allemand, quatre fois champion de triathlon et triple champion de duathlon d'Allemagne.

## Biographie
Ralf Eggert étudie à l'Université de Hambourg en gestion d'entreprise, il fait également partie du groupe sportif de la marine allemande, pendant son service militaire.  il peut consacrer beaucoup de temps à l'entraînement en triathlon, mais n’imagine pas pour autant pouvoir vivre de ce sport et s'attache à réussir son diplôme en administration des affaires. Cette réussite lui semblant plus importante que d'essayer de se qualifier pour une participation au triathlon des jeux olympiques de Sydney en l'an 2000.
Il participe à son premier triathlon à Barmstedt en 1987. Six ans plus tard, il devient champion d'Allemagne de triathlon et commence une série de sept podiums au championnat d'Allemagne (excepté 1998) ; deuxième en 1996, 1997 et 2000 ; premier en 1993, 1994, 1995 et 1999. Au niveau international, il obtient une deuxième place au championnat d'Europe à Eichstätt en Allemagne en 1994. La même année, il finira troisième du championnat du monde à Wellington en Nouvelle-Zélande. Il confirme l'année suivante, avec de nouveau une troisième place au championnat du monde à Cancún au Mexique derrière Simon Lessing et Brad Beven, ainsi qu'une deuxième place du classement général de la Coupe du monde.
En octobre 2004, il épousa à Hawaii la triathlète allemande Nina Fischer.

## Palmarès
Les tableaux présentent les résultats les plus significatifs (podium) obtenus sur le circuit national et international de triathlon et de duathlon depuis 1993,. 
| Année | Compétition                                 | Pays             | Position           | Temps           |
| ----- | ------------------------------------------- | ---------------- | ------------------ | --------------- |
| 2000  | Championnat d'Allemagne                     | Allemagne        | Médaille d'argent  | Timing          |
| 2000  | Grand Prix de triathlon - Étape de Beauvais | France           | Médaille d'argent  | Timing          |
| 1999  | Championnat d'Allemagne                     | Allemagne        | Médaille d'or      | Timing          |
| 1998  | Grand Prix de triathlon - Étape de Bourges  | France           | Médaille d'argent  | Timing          |
| 1997  | Championnat d'Allemagne                     | Allemagne        |                    | Timing          |
| 1996  | Championnat d'Allemagne                     | Allemagne        |                    | Timing          |
| 1996  | Championnat d'Europe                        | Hongrie          |                    | 1 h 43 min 10 s |
| 1996  | Coupe du monde - l'étape d'Hamilton         | Bermudes         | Médaille de bronze | 1 h 40 min 3 s  |
| 1995  | Championnat d'Allemagne                     | Allemagne        |                    | Timing          |
| 1995  | Championnat du monde                        | Mexique          |                    | 1 h 49 min 50 s |
| 1995  | Coupe du monde - Classement Général         |                  | Médaille d'argent  |                 |
| 1995  | Coupe du monde - l'étape de Southampton     | Bermudes         | Médaille d'argent  | 1 h 55 min 30 s |
| 1995  | Coupe du monde - l'étape de Saint-Sébastien | Espagne          | Médaille d'argent  | 1 h 51 min 46 s |
| 1995  | Coupe du monde - l'étape de Gérardmer       | France           | Médaille d'argent  | 2 h 10 min 58 s |
| 1995  | Coupe du monde - l'étape d'Ilheus-Bahia     | Brésil           | Médaille de bronze | 1 h 57 min 18 s |
| 1994  | Championnat d'Allemagne                     | Allemagne        |                    | Timing          |
| 1994  | Championnat du monde                        | Nouvelle-Zélande |                    | 1 h 52 min 40 s |
| 1994  | Championnat d'Europe                        | Allemagne        |                    | 1 h 52 min 33 s |
| 1993  | Championnat d'Allemagne                     | Allemagne        |                    | Timing          |

| Année | Compétition                         | Pays      | Position | Temps           |
| ----- | ----------------------------------- | --------- | -------- | --------------- |
| 2001  | Championnat d'Allemagne de duathlon | Allemagne |          | Timing          |
| 2000  | Championnat d'Allemagne de duathlon | Allemagne |          | Timing          |
| 1993  | Championnats d'Europe de duathlon   | Allemagne |          | 2 h 45 min 24 s |
| 1993  | Championnat d'Allemagne de duathlon | Allemagne |          | Timing          |